# Spergula ramosa
Spergula ramosa là loài thực vật có hoa thuộc họ Cẩm chướng. Loài này được (Cambess.) D. Dietr. miêu tả khoa học đầu tiên năm 1840.